# フランクフルト - ゲッティンゲン線
フランクフルト - ゲッティンゲン線（フランクフルト - ゲッティンゲンせん、ドイツ語: Bahnstrecke Frankfurt–Göttingen）は複線化及び電化されて、ヘッセン州フランクフルト・アム・マインとニーダーザクセン州ゲッティンゲンを結ぶ幹線鉄道路線である。ハーナウ - フルダ区間はヘッセン山稜 (Hessischer Landrücken) を経って、キンツィヒ川の中流を通過するので、「キンツィヒ谷線」（ドイツ語: Kinzigtalbahn）とも呼ばれる。この路線はハーナウ - ベーブラ鉄道或いはヘッセン選帝侯国 (Kurfürstentum Hessen) の国有鉄道として建設され、ドイツの統一以後フランクフルト - ベーブラ鉄道に統合された。この路線は高速列車のために改良されており、フランクフルト (マイン) とドイツの東部、北部地方を連結する重要な経路である。

## 沿線概況
この路線はフランクフルトからハーナウまでマイン川の南側に川と並行する。まず列車がマイン＝ネッカー鉄道橋を渡ると、すぐにマイン＝ネッカー鉄道が分岐する。現在のフランクフルト南駅である旧ベーブラ駅ではSバーンのシティートンネルとマインタール方面の線路がそれぞれ分岐する。旧オーバーラート駅の前後にオッフェンバッハ方面のSバーン緩行線がこの路線と並行する。列車は続いてオッフェンバッハ中央駅を通過する。Sバーン駅であるオッフェンバッハ東駅にオッフェンバッハのSバーン線が交流し、ロートガウ線が南東側へ分岐する。この路線は再びSバーン緩行線と共にハーナウまで伸びる。列車がマイン川を渡ると、すぐにフランクフルト - アシャッフェンブルク線の合流でハーナウ中央駅に至る。
ハーナウ中央駅にはアシャフェンブルク、バーベンハウゼン、フリートベルク方面の路線がまずこの路線から分岐する。列車が東へ向かい、ゲルンハウゼンの前にはギーセン - ゲルンハウゼン線はこの路線に合流する。ハーナウ - ゲルンハウゼン区間には連続列車制御装置と三線線路が設置され、200 km/hの高速運転が可能である。ヴィルトハイム - フリーデン間に高速列車は車体傾斜式車両用保安装置のZUB262システムで制御され、最後速度は部分的に110 km/hから130 km/hまでの範囲にある。
ヴェヒタースバッハ駅にはかつてフォーゲルスベルク南部線とバート・オルプ方面の小鉄道 (Bad Orber Kleinbahn) が分岐した。後者は現在600 mmの狭軌に改築されており、蒸気機関車がその路線に運行されている。列車はキンツィヒ川に沿ってシュリュヒテルンに向かう。シュリュヒテルン駅から旧線のエルム方面の連結線が分岐して、キンツィヒ谷線はシュリュヒテルントンネルの向こうへ続く。列車がフリーデン駅に到着する前にフリーデン - ゲーミュンデン線はこの路線に合流する。エルム - フリーデン間及びシュリュヒテルン - エルム間はこの路線の旧線である。フリーデンから列車はフリーデ川とアウトバーン66号に沿って、ハノーファー-ヴュルツブルク高速線の下を通過する。この路線はフルダ川のあとで高速線とロェン線と次々に合流し、フルダ駅に至る。
フルダ駅から高速線、フォーゲルスベルク線がまず分岐して、列車はシュタイナウへ向かいハウネ川と平行に走行する。バート・ヘルスフェルトまでの区間は50 mの高低差、ベルクハウントンネルで建設の難しい経路であり、列車は山の背を貫通せねばならない。この路線はフルダ川を沿ってベーブラ駅まで伸びる。その寸前にベルリン連結線（Berliner Kurve）が分岐してこの路線とハレ - ベーブラ線を連結する。
列車がベーブラ駅を離れ半円形曲線を経て北東方向にゾルツ川へ走行して、ブラウンハウゼンに向かう。この路線は1962年に切土になったブラウントンネルを経てベーブラ渓流の上流方向に伸びる。列車はコルンベルクトンネルの入り口までベーブラ渓流と平行に走行し、このトンネルを通じてフルダ川とヴェラ川の分水界を通過する。この路線はコルンベルク渓流、ゾントラ川、ヴェーレ川の順番で川を沿ってエシュヴェーゲ・ニーダーホーネまで伸びて、その高度は低くなる。列車は北のほうにヴェラ川と並行して、シュルツ山トンネルを通過する。ヴェアレスハウゼンでこの路線はヴェラ川から離れてベーベンロトトンネルを通じてアイヒェンベルクに至る。列車はフリートラントからライネ川と並行して高速線の合流点を過ぎ終着駅のゲッティンゲンに到着する。

## 歴史

### ベーブラ - ハーナウ鉄道
ヘッセン選帝侯国（Kurhessen）はカッセルを首都としてフルダ、ハーナウ、フランクフルト自由市の北側地域を管状で取り囲んでいた。1850年代にカッセルはヘッセン選帝侯国の西北地域及ぶ東部地域と鉄道で連結されていた。ベーブラからハーナウ方面の地勢のため、19世紀前半には中部山地を貫通する鉄道の建設が不可能であった。その故に、マイン＝ヴェーザー鉄道が先に建設されて、ヘッセン大公国を貫通し三つの国が運営した共同主権鉄道（Kondominalbahn）であった。ハーナウはフランクフルト - ハーナウ鉄道の路線がフランクフルト自由市と連結されて、カッセルと間接的に結ばれた。
ヘッセン選帝侯国議会が法案を通過した後に、1863年以来鉄道建設は可能となった。ベーブラは既にカッセルとフリードリヒ・ヴィヘルムス北部鉄道で結ばれていた。ベーブラからハーナウまでの鉄道敷設計画は進み、この路線はプロイセン時代の初期まで「ベーブラ - ハーナウ鉄道」と名つけられた。ヘッセン選帝侯領から外れないよう、経路はハウネ川辺に選定された。そのため経路は曲線が多い形を持っている。まずベーブラ - ヘルスフェルト間は1866年1月22日開通された。プロイセン併合の以前にフランクフルト自由市はフランクフルト - ハーナウ鉄道の共同使用に反対意見を出した。
ヘッセン選帝侯国が1866年8月23日にプラハ条約によりプロイセン王国へ併合された後、プロイセンは鉄道が建設プロジェクトを引き受け、ハーナウ方向の建設を継続した。併合直後であった1866年10月1日ベーブラ鉄道はフルダまで延長された。1868年12月15日にシュタイナウ - エルム - ノイホーフ区間が完工されて、列車はハーナウ東駅（中央駅）まで走行できた。フランクフルト方面の列車はフランクフルト - ハーナウ鉄道とフランクフルト連絡線を経て運行された。当時にヘッセン山稜でトンネル建設はとても難しくて、費用は高かった。それでトンネルの代わりにスイッチバック区間が建設された。エルム駅（のちのエルム信号場）は1873年フルダ＝マイン鉄道が開業されるまで折り返し駅（Spitzkehrbahnhof）であった。その時もこの路線を通行した列車はシュリュヒテルントンネルの開通までエルム駅で方向を転換せねばならなかった。
マイン川北部の鉄道連結はオッフェンバッハの立場には迂回路であり、特に連結線の通行量が制限されていた。それで1868年既にマイン川南部の鉄道を建設してフランクフルト＝オッフェンバッハ地方鉄道と接続する計画が立てられた。しかし地方鉄道の設備は長距離運送の条件を満たして設計されていなかったゆえ、この路線はザクセンハウゼン及びオッフェンバッハの南の郊外に新たに建設された。ハーナウ・シュタインハイムにおけるマイン川鉄道橋が1873年に完工され、列車がオッフェンバッハ駅、ベーブラ駅を通過しマイン＝ネッカー駅に進入するのができた。マイン川鉄道橋のため、この路線はフランクフルト＝ハーナウ鉄道会社の鉄道線と交差することとなって、ハーナウでは新しい大きい駅が建設されねばならなかった。1874年11月15日にこの路線は「フランクフルト＝ベーブラ鉄道」と改称された。1875年12月1日に現在では道路橋である平和橋（Friedenbrücke）を経由してマイン＝ネッカー駅に至る連結線が開通された。
一方フリートラント - ゲッティンゲン区間は1867年8月すでにアーレンスハウゼンから伸びてハル - ハン・ミュンデン線とハノーファー南部鉄道を連絡する、鉄道路線の一部として開通された。ハノーヴァー公国とヘッセン選帝侯国がプロイセンに合併されたのちに、プロイセン鉄道はハノーヴァー南部鉄道をフランクフルト＝ベーブラ鉄道と直接的に連結するつもりであった。同時にエルム - ゲーミュンデン区間は南北軸として計画されて、軍事的に主要な「大砲鉄道」（Kanonenbahn）がこの路線と接続されることとなった。北側の接続場所としてアーレンスハウゼンとヴィツェンハウゼンが挙論されたが、フリートラントがふさわしい接続場所となった。1872年3月25日にプロイセン王国はベーブラ - フリートラント区間およびニーダーホーネ（今のエシュヴェーゲー西駅） - エシュウェーゲー区間の建設を決議した。
1875年10月にベーブラ - ニーダーホーネ区間および軍事鉄道の一部に当たるニーダーホーネ - エシュヴェーゲー区間が、翌年にニーダーホーネ - フリートラント区間がそれぞれ開通された。フルダ川とヴェラ川の分水界とヴェラ川とライネ川の分水界の難所を極服するためには、甚大な斜面と四つのドンネル建設は不可避であった。フリートラント - アーレンスハウゼン区間は1884年に廃止された。1885年8月1日にマイン＝ネッカー鉄道橋が貨物輸送の用途で開通されて、1888年8月以来旅客列車がその鉄道橋を通行している。現在の路線経路がそうして形成された。
1884年11月14日に旅客列車がハーナウ東駅で貨物列車を追突してもう一つの列車を破損する事故が発生し、この事故で22人が死亡した。1900年11月8日に旅客列車がベルリン - フランクフルト路線のD列車と衝突して、この事故で12人が死亡し4人が重軽傷を負った。
1908年から1910年までゲーティンゲン駅で線路の道床はより高く改築されて操車場が新たに建設された。ゲッティンゲン - ロースドルフ区間の移設工事はライネ山の西側経路で進行された。ダイナマイトの発明以後トンネル建設技術は飛躍的に発展し、1909年シュリュヒテルントンネルの建設が始まった。1914年2月トンネルはシールド工法で完成され、同年5月から列車通行は可能となった。1914年ベーブラ駅の南側に連結線が開通されて、列車はベーブラ駅に停車するのも走行方向を変えるのもなくて、フランクフルト - ベルリン区間を通行できた。この曲線部分は「ベルリン連結線」と名つけられた。

### ドイツ国営鉄道時代
第二次世界大戦の前にこの路線はフラクフルト（マイン）- ライプツィヒ区間の鉄道運送の部門で重要な地位を持っていた。戦争中にこの路線は連合軍の戦略的な標的だったので、例えば1944年12月シュリュヒテルンとゲルンハウゼンは空襲を受けた。
第二次世界大戦の終戦直後、ヴェアレスハウゼン周辺の約4 km区間がソビエト連邦の占領区域となった。その地域の緊張を緩めるために、1945年にヴァンフリート協定（Wanfrieder Abkommen）が締結されて、「ウィスキー＝ウォッカ境界線」が改めて確定された。この路線は新しい境界線によって西方の連合軍によりよく活用された。アイヒェンベルクおよびエシュロンから分岐すして東側に向かう、全ての鉄道は新しい国境により断絶された。ハンブルク方面の列車編はマイン＝ヴェーザー線からこの路線に移られた。一方ドイツの分断のためフランクフルト - ライプツィヒ区間の路線はその重要性を失った。ベルリン連結線の廃止でベルリン行きのドイツ領域通過列車はこの路線を経由して、ベーブラ駅で機関車が運行方向を変えねばならなかった。

### ドイツ連邦鉄道時代
1950年代にベルクおよびアイヒマンの斜面で線路変更を可能とするよう信号扱い所がすでに設置された。1951年10月17日にベーブラ - コルンベルク区間で単線の線路変更信号保安装置が運用開始された。1954年4月27日にフランクフルト行きの中距離列車がスカンディナヴィア特急列車の側面と衝突して、四人が死亡し97人が重軽傷を負った。1961年9月電気設備が設置されて、アシャフェンブルク発電所とフリーデン変電所から電力が供給された。電化の過程で橋梁は新たな車両限界 (Lichtraum) で、そしてシュリュヒテルントンネルの多孔質穹窿 (poröses Gewölbe) は1961年まで一年間ほど改修された。この路線の改良は1970年のドイツ連邦鉄道の改修プログラムの一部だった。改修企画案はドイツ連邦交通計画1973 (Bundesverkehrswegeplan 1973) で含まれていた。改修計画はドイツ連邦交通計画1980には外されたが、ドイツ連邦交通計画1985には再び登場した。1986年の計画には55 kmの区間で200 km/hの速度向上を実現することが含まれた。
ライン＝マインSバーンのオッフェンバッハトンネル建設が計画された時に、緩行線をオーバーラート旧駅 - ハーナウ区間に建設する方案が検討されたことがある。
1989年ドイツ内境界の崩壊と1991年ハノーファー - ヴュルツブルク高速線の開通で状況は変わった。ハノーファー行きの優等列車はフルダ駅から高速線を経由することとなった。ICE列車の規則的な運行の目的で1991年6月にハイラー＝メールホルツ - ハーナウ・ヴォルフガング区間に200 km/hの高速運転は開始された。そして1993年5月ハーナウ - ハイラー＝メールホルツ区間は三線複線となった。この二つのプロジェクト総費用は2億3000万マルクであった。1992年に東西間の遠距離輸送の部門でIC列車が導入された。

### ドイツ鉄道時代
2004年11月シュリュヒテルンの新トンネルの工事が、2007年3月掘削工事が始まった。2006年12月私設鉄道のカントゥス鉄道（Cantus Verkehrsgesellschaft）がフルダ - ベーブラ間の地域輸送部門を引き受けることとなった。 
2014年2月と3月に旧トンネルと新トンネルはそれぞれ断線で改築され、2014年6月の新トンネルの完工まで列車は両トンネルで通行した。アウトバーン66号の地下区間の工事と共にノイホーフの3.3 km区間は2011年末移設され、停車場区内の許容速度は160 km/hまで上がった。
2012年4月13日にミュールハイム・ディーテスハイム駅近くの工事現場で責任者が工事用軌陸車を封鎖されなかった線路に配置した。ヴェヒタースバッハ行きの普通列車がその工事車両を追突して、普通列車の運転士、軌陸車の二人が死亡した。
2021年4月9日にフリーデン運転指令所の運用が開始された。

## 運行形態
この路線を経由する高速列車と中距離列車は以下のように運行されている。地域部門にはフランクフルト - ブルクハウン区間の運賃システムはライン＝マイン運輸連合（Rhein-Main Vehrkehrsverbund、RMV）により管理されている。ハウネタール・ノイキルヒェン - ベーブラ区間は北ヘッセン運輸連合（Nordhessische Verkehrsverbund、NVV）の領域に属する。
- ICE 11: ハンブルク・アルトナ - ベルリン - ライプツィヒ - エアフルト - フルダ - フランクフルト (マイン)  - マンハイム - シュトゥットガルト - ウルム - アウクスブルク - ミュンヘン。120分間隔。
- ICE 12: ベルリン東駅 - ヴォルフスブルク - ヒルデスハイム - カッセル・ヴィルヘルムホェーエ - フルダ - ハーナウ - フランクフルト (マイン)  - マンハイム - カールスルーエ - フライブルク - バーゼルSBB駅。120分間隔。
- ICE 13: ベルリン東駅 - ブラウンシュヴァイク - カッセル・ヴィルヘルムホェーエ - フランクフルト南駅 - フランクフルト空港駅。120分間隔。
- ICE 50: ドレスデン - リーザ - ライプツィヒ - エアフルト - ゴータ - アイゼナッハ - バート・ヘルスフェルト - フルダ - フランクフルト (マイン) - フランクフルト空港 - マインツ - ヴィースバーデン。120分間隔。
- 快速（RE 50）: フランクフルト (マイン)  - オフェンバッハ - ハーナウ - ゲルンハウセン - バート・ゾーデン＝ザルミュンスター - シュリュヒテルン - フリーデン - フルダ (- ベーブラ) 。60分間隔。使用車両は114形電気機関車と制御装置付き二階建て客車。
- 快速（RE 55）: フランクフルト（マイン） - オフェンバッハ - ハーナウ - カール（マイン）- アシャッフェンブルク - ゲミュンデン - ヴュルツブルク。120分間隔。使用車両は445形二階建て電車。
- 快速（RE 85）: フランクフルト (マイン)  - オフェンバッハ - ハーナウ - バーベンハウゼン - グロースウムシュタット・ヴィーベルスバッハ - エルバッハ。120分間隔。
- 普通（RB 5）: カッセル - カッセル・ヴィルヘルムスホェーエ - メルズンゲン - ベーブラ - ルートヴィヒスアウ・フリードロース - バート・ヘルスフェルト - ハウネタール・ノイズキルヒェン - ブルクハウン - ヒューンフェルト - フルダ。60分間隔。カントゥス交通所属。使用車両はFLIRT。
- 普通（RB 51）: フランクフルト - フランクフルト南駅 - オフェンバッハ - ハーナウ - ランゲンゼルボルト - ゲルンハウセン - ヴェヒタースバッハ。60分間隔。使用車両はRE50と同じ。
- Sバーン（）: ヴィースバーデン - マインツ - フランクフルト空港 - フランクフルト (マイン)  - ミュールベルク - オフェンバッハ東 - ミュールハイム（マイン） - シュタインハイム（マイン） - ハーナウ。30分間隔（月曜日〜金曜日）。使用車両は430形電車。
- Sバーン（）: ヴィースバーデン - ビショフスハイム - フランクフルト空港 - フランクフルト (マイン)  - ミュールベルク - オフェンバッハ東 - ミュールハイム（マイン） - シュタインハイム（マイン） - ハーナウ。30分間隔。使用車両は430形電車。